# Vulkán (keresztnév)
A Vulkán latin eredetű férfinév, Vulcanus isten nevéből származik, jelentése tűz, láng.

## Gyakorisága
Az 1990-es években szórványos név, a 2000-es években nem szerepel a 100 leggyakoribb férfinév között.

## Névnapok
- május 19.[2]